# چارلی بروکر
چارلتون "چارلی" بروکر (به انگلیسی: Charlie Brooker)، نویسنده، فیلم‌نامه‌نویس، طنزپرداز، منتقد و تهیه‌کننده انگلیسی است. بروکر بیش‌تر برای ساخت مجموعه آنتولوژی علمی‌تخیلی بریتانیایی آینه سیاه شناخته می‌شود.